# ロッキード L-2000
ロッキード L-2000
L-2000-7の実物大モックアップ
- 用途：超音速輸送機
- 製造者：ロッキード
- 運用状況：計画中止

ロッキード L-2000(Lockheed L-2000)は、かつてロッキード社が開発を進めていた超音速旅客機。

## 開発経緯

### 競争試作

CL-823はクランクアローウィングと埋め込みエンジンを使用。L-2000はダブルデルタエンジンとポッドエンジンを備え、全体的に大きくなった。

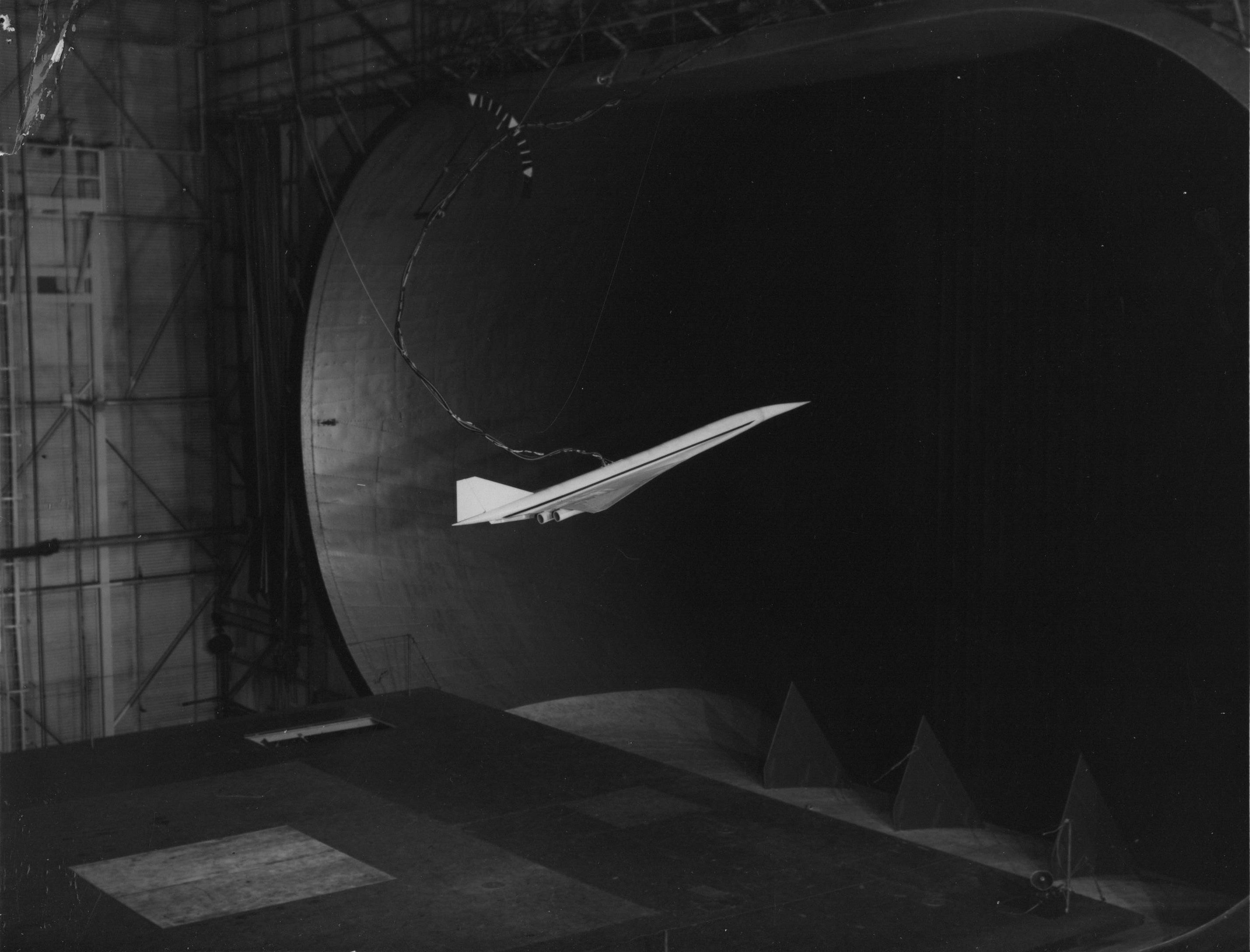
L-2000-7の風洞実験の様子

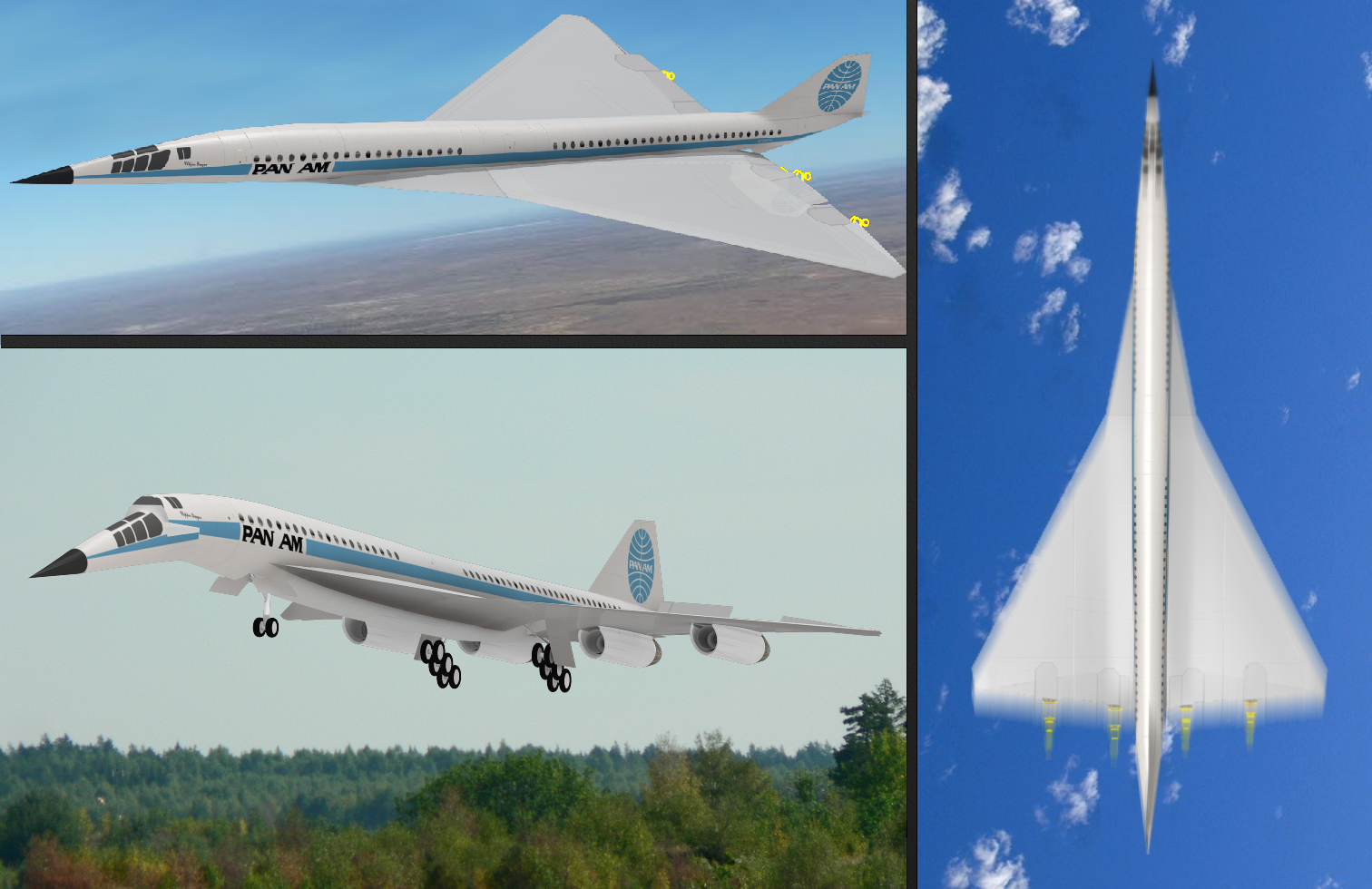
パンナム航空L-2000のアーティストのコンセプト

F-104、SR-71等、豊富な軍用超音速機での経験を備えていたロッキード社は他社に先駆けて1956年から超音速旅客機(SST)の研究に着手していた。
計画は1963年6月5日に発表されFAAによって1990年には500機のSSTの市場が予想された。ボーイング、ロッキード、ノースアメリカンの3社が名乗りを上げた。ノースアメリカンの設計は間もなく却下されたがボーイングとロッキードの計画は続行された。その時点ではロッキード社の設計案が最も洗練されており、最大速度、座席数、空力性能においてボーイング社の733SSTを凌駕していた。
ロッキード社のSSTは単純と安全性に重点を置いた保守的な設計で、ロッキードは可変翼設計がこの目的には適しているが軍用機での豊富な経験から重量過大である事を知っていたので固定翼の設計を進め、翼形は1962年にダブル・デルタ翼に落ち着いた。初期のロッキードの設計ではF-104戦闘機で使用されたような先細りの直線翼と空気力学的調整のためにデルタ型の先尾翼を備えた設計だった。デルタ翼が検討されたが風洞実験の結果、不十分だった。1962年よりロッキードは高後退角の主翼の4発機でエンテ型を特徴とするCL-823の設計に落ち着いたものの、目標は絞り込まれたがまだ最適とは言えず、1963年以降は主翼の前縁を延長する事でエンテ翼を不要にして主翼をダブルデルタ型に設計変更したのがL-2000。これにより胴体の形状が注意深く決められ、圧力中心を制御する目的で超音速時の揚力を一部を前を強化する事になった。エンジンは翼内からポッドで懸架されるようになった。
客室は直径3.35mで、横5列の座席配置だった。エンジンは当初の案ではプラット・アンド・ホイットニー JTF17ターボジェットエンジンを翼後端に4基装備する仕様だった。
1966年6月には実物大の模型が完成した。この時点ではL-2000が優勢であった。

### 計画中止
L-2000がライバルとして想定していたのはボーイング733SSTだったが、最終審査の直前にボーイング社が革新的な設計のボーイング2707(モデル733-390)を発表した。これはロッキード社が早々と見切りをつけた可変式後退翼を備えており、開発費が高騰する要因だったが、進められた。1966年12月に審査でボーイング2707に敗れた。

## 派生機種
L-2000-1
座席数170席で航続距離6400km以上の国際線仕様
L-2000-2
座席数221席の国際線仕様
L-2000-3
座席数250席の国内線仕様
L-2000-7
最終的な仕様

## 仕様（L-2000-7A・計画値）
- 形式:4発大陸間超音速旅客機
- 開発年:1966年
- 座席数:230席（2クラス）
- 全長:83.2m
- 全幅:35.4m
- 最大離陸重量:267000kg
- エンジン:ゼネラル・エレクトリック GE4またはプラット・アンド・ホイットニー JTF17ターボジェットエンジン×4基
- 巡航速度:マッハ3
- 巡航高度:213800m〜23300m
- 航続距離:6400〜7400km